# Filarco di Atene
Filarco (Atene o Naucrati, ... – ...; fl. 215 a.C. circa) è stato uno storico greco antico.

## Biografia
Filarco fu forse ateniese, di Naucrati, in Egitto, o di Sicione, secondo Suda: in effetti, poiché Ateneo lo chiama "ateniese o naucratita", la menzione di Sicione in Suda potrebbe essere stata ingenerata da un'errata interpretazione della sua contemporaneità ad Arato, appunto di Sicione.

Rispetto all'epoca precisa in cui visse, c'è meno incertezza: infatti, sappiamo da Polibio che Filarco offrì, rispetto ad Arato, di cui fu contemporaneo, un resoconto degli stessi eventi. Ora, Arato morì nel 213 a.C., e il suo lavoro si era arrestato al 220 a.C., sicché possiamo dedurre che la data del floruit di Filarco fu all'incirca il 215 a.C.

## Opere
Suda attribuisce a Filarco sei opere, di cui restano titoli e frammenti.

Le Storie (Iστoριαι), in 28 libri, erano di gran lunga il più importante dei suoi scritti. Questo lavoro è così descritto dal lessico bizantino:
(Suda, s.v. "Phylarchos")
La spedizione di Pirro nel Peloponneso si svolse nel 272 a.C., mentre la morte di Cleomene avvenne nel 220: il lavoro, quindi, abbracciava un periodo di 52 anni. Da alcuni frammenti dell'opera è stato ipotizzato da alcuni studiosi che Filarco avesse iniziato la narrazione da un periodo precedente, forse già dalla morte di Alessandro Magno: tuttavia, dal momento che digressioni sugli eventi precedenti potrebbero essere state facilmente introdotte da Filarco, non si è concordi nel respingere la testimonianza esplicita di Suda. Per quanto possiamo giudicare dai frammenti, l'opera concerneva la storia non solo della Grecia e della Macedonia, ma anche dell'Egitto, di Cirene e degli altri stati del tempo; e nel narrare la storia della Grecia, Filarco, inoltre, prestava particolare attenzione a quella di Cleomene e degli Spartani.

Altra opera accreditata a Filarco sarebbe stata una Storia di Antioco e Eumene di Pergamo (Tα κατα τoν Aντιoχoν και τoν Περγαμηνoν Eυμενη) era probabilmente una parte del lavoro precedente, dal momento che la guerra tra l'attalide Eumene I e il seleucide Antioco I non era certo di importanza sufficiente a dar luogo ad una storia a parte, mentre il conflitto tra Eumene II e Antioco III fu successivo ai tempi di Filarco

Alla mitografia era dedicata una Epitome del mito sulla apparizione di Zeus, una sezione della Epitome mythike, e che la mitografia fosse argomento ben trattato da Filarco lo dimostrano anche gli Agrapha, non menzionati da Suda e noti solo da uno scolio ad Elio Aristide: era, probabilmente un lavoro sui punti più astrusi della mitologia, di cui nessun resoconto scritto era mai stato dato.

Infine, di carattere retorico doveva essere il Sulle scoperte, argomento sul quale avevano scritto già Eforo e Filocoro.

## Stile e influenza
Filarco condivideva la poetica storiografia di Duride di Samo, ricavando delle norme stilistiche dalla Poetica di Aristotele, scadendo però nel sensazionalismo rimproveratogli da Polibio: non disdegnava, infatti, particolari orridi e cruenti o storie d'amore e aneddotica varia. Questa carica retorica è in qualche misura sostenuta dai frammenti del suo lavoro che sono giunti fino a noi; ma se merita tutta la riprovazione che Polibio gli ha tributato, essa potrebbe essere messa in discussione considerando l'opera filarchea come dotata di immaginazione e fantasia. Un esempio, tra gli altri, che dimostra l'inventiva oratoria dello storico, è offerto da un frammento del XXII libro:
(Ateneo, XII, 536de.)
Sembrerebbe, in effetti, che lo stile di Filarco fosse troppo ambizioso, oratorio e forse declamatorio; ma allo stesso tempo doveva risultare vivace e attraente, narrando gli eventi della storia contemporanea in modo vivido. Era, comunque, molto negligente nella disposizione delle sue parole, come osservato da Dionigi di Alicarnasso: nonostante tali riserve, Filarco venne utilizzato come fonte da Plutarco per le Vite di Agide e di Cleomene.